# Kenza Yacoubi
Kenza Yacoubi (28 september 1977) is een Belgisch politica voor de PS.

## Levensloop
De van Marokko afkomstige Yacoubi is van opleiding maatschappelijk werkster aan de Haute École ICHEC - ECAM - ISFSC en criminologe aan de ULB. Ze is de schoonzus van Jamal Ikazban, lid van het Brussels Hoofdstedelijk Parlement en voormalig schepen van Sint-Jans-Molenbeek.
Ze werd politiek actief voor de PS. Van september 1999 tot februari 2002 was ze kabinetsmedewerker van toenmalig staatssecretaris in de Brusselse Hoofdstedelijke Regering Alain Hutchinson, waarna ze van februari 2002 tot april 2003 als persverantwoordelijke op het kabinet van toenmalig vice-eerste minister en minister van Werk Laurette Onkelinx werkte. Vervolgens was ze van 2010 tot 2014 parlementair medewerker van senator Philippe Moureaux. In 2015 werd ze co-directeur van Bravvo, de preventiedienst van de stad Brussel.
In september 2017 legde ze de eed af als lid van het Brussels Hoofdstedelijk Parlement ter opvolging van Philippe Close, die burgemeester van Brussel werd. Van 2012 tot 2018 was ze eveneens OCMW-raadslid van Sint-Jans-Molenbeek. Bij de verkiezingen van 2019 raakte ze niet herkozen als parlementslid.